# Сайко, Елена Валентиновна
Еле́на Валенти́новна Сайко́ (24 декабря 1967, Челябинск) — советская и российская легкоатлетка, участница Олимпийских игр. Мастер спорта России международного класса.

## Карьера
Тренировалась под руководством Анатолия Леонидовича Боярчука и Ивана Иосифовича Гергенрейдера.
На Олимпийских играх 1992 года Сайко в ходьбе на 10 километров заняла 8-е место.
С 2001 года работает тренером. Среди её воспитанников Василий Мизинов (серебряный призёр Чемпионата мира 2019 года по спортивной ходьбе на 20 км) и Ольга Шаргина.